# 金甌省
金甌省（越南语：／）是越南湄公河三角洲的一个省，省莅金瓯市。

## 名稱
「金甌」是华人使用的音译名称，此名源自當地原住民高棉人的高棉语"ទឹកខ្មៅ "(转写：tɨkkhmaw, 意为“墨水”或“黑水”)，其中"ទឹក"（tɨk）表示“水”，“ខ្មៅ”（khmaw）表示“黑色的”。越南语写作"Cà Mau" (哥毛)。
中文译作“金瓯”，是粤语"gam au" /kɐm⁵3ɐu̯⁵⁵/ 之传。

## 地理
金瓯省东临南中国海，西南临泰国湾，北接安江省。

## 歷史
1975年12月20日，越南共产党政治部通过合并南部省份的决议。次年1月1日，金瓯省（南越称安川省）和薄寮省合并为金瓯-薄寮省。3月10日，改名为明海省。
1977年7月11日，明海省撤销周城县，并入架涞县、永利县和太平县。
1978年12月29日，明海省增设金瓯县、乌明县、富新县、丐渃县、𠄼根县。
1983年8月30日，明海省撤销金瓯县，并入金瓯市社和架涞县、太平县、丐渃县。
1984年5月17日，明海省富新县并入丐渃县。
1984年12月17日，明海省𠄼根县改名为玉显县，玉显县改名为登瑞县。
1984年12月18日，明海省莅从薄寮市社迁至金瓯市社。
1996年11月6日，明海省恢复分设为薄寮省和金瓯省；金瓯省下辖金瓯市社和登瑞县、丐渃县、玉显县、太平县、乌明县、陈文泰县6县，省莅金瓯市社。
1999年4月14日，金瓯市社改制为金瓯市。
2003年11月17日，丐渃县析置富新县，玉显县析置𠄼根县。
2010年8月6日，金瓯市被评定为二级城市。
2025年7月1日再度和薄寮省合併仍稱金甌省。

## 行政区划
金甌省下轄1市8縣，省莅金瓯市。
- 金甌市（Thành phố Cà Mau）
- 丐渃縣（Huyện Cái Nước）
- 登瑞縣（Huyện Đầm Dơi）
- 𠄼根縣（Huyện Năm Căn）
- 玉顯縣（Huyện Ngọc Hiển）
- 富新縣（Huyện Phú Tân）
- 太平縣（Huyện Thới Bình）
- 陳文泰縣（Huyện Trần Văn Thời）
- 烏明縣（Huyện U Minh）

## 經濟
金甌省三面環海，漁業相當發達。

## 风景
金瓯省金瓯角是越南最南端的地区，属于玉显县。

## 外部連結
- 金瓯省电子通信门户网站 （页面存档备份，存于）（越南文）